# Gregory Itzin
Gregory Itzin est un acteur américain, né le 20 avril 1948 à Washington, D.C. (États-Unis) et mort le 8 juillet 2022 à Londres (Royaume-Uni).

## Biographie

### Carrière
Gregory Itzin est principalement connu pour son rôle du vice-président, du président puis ex-président des États-Unis Charles Logan dans les saisons 4, 5, 6 et 8 de la série télévisée 24 heures chrono.
Il a également joué dans plusieurs séries à succès comme : Hannah Montana, Friends, NCIS : Enquêtes spéciales, Newport Beach, Mentalist ou Covert Affairs.

### Mort
Gregory Itzin meurt le 8 juillet 2022 à l'âge de 74 ans des suites de complications lors d'une intervention chirurgicale d'urgence.

## Filmographie

### Cinéma

#### Longs métrages
- 1980 : Y a-t-il un pilote dans l'avion ? (Airplane!) de Jim Abrahams et David Zucker : le religieux no 1
- 1982 : La Cage aux poules (The Best Little Whorehouse in Texas) de Colin Higgins : un membre de l'équipe de Melvin
- 1984 : Hard to Hold de Larry Peerce : Owen
- 1985 : Teen Wolf de Rod Daniel : le professeur d'anglais
- 1989 : Susie et les Baker Boys (The Fabulous Baker Boys) de Steven Kloves : Vince Nancy
- 1989 : Mon père (Dad) de Gary David Goldberg : Ralph Kramer
- 1993 : Young Goodman Brown de Peter George : George Burroughs
- 1995 : Drôle de singe (Born to Be Wild) de John Gray : Walter Mallinson
- 1998 : Las Vegas Parano (Fear and Loathing in Las Vegas) de Terry Gilliam : l'employé de l'hôtel
- 1999 : Fly Boy de Richard Stanley : Joe
- 1999 : Making Contact de Molly Smith : Hans
- 2000 : What's Cooking? de Gurinder Chadha : James Moore
- 2000 : Boys Life 3 (en) de Gregory Cooke et David Fourier : le père de Scott (segment de 30 $)
- 2001 : Évolution (Evolution) d'Ivan Reitman : Barry Cartwright
- 2001 : Péché originel (Original Sin) de Michael Cristofer : le colonel Worth
- 2002 : 7 jours et une vie (Life or Something Like It) de Stephen Herek : Dennis
- 2002 : Igby (Igby Goes Down) de Burr Steers : eulogiste no 2 (non crédité)
- 2002 : Adaptation de Spike Jonze : le procureur
- 2007 : Forfeit d'Andrew Shea : rôle inconnu
- 2007 : I Know Who Killed Me de Chris Sivertson : Dr Greg Jameson
- 2008 : Float de Johnny Asuncion : Ray Fulton
- 2009 : Que justice soit faite (Law Abiding Citizen) de F. Gary Gray : Warden Iger, le directeur de prison
- 2009 : The Job de Shem Bitterman : M. D
- 2010 : Autopilot d'Alex Knudsen : Dr Brian
- 2011 : L.A., I Hate You d'Yvan Gauthier : George
- 2011 : Échange standard (The Change-Up) de David Dobkin : Flemming Steel
- 2011 : Les Marches du pouvoir (The Ides of March) de George Clooney : Jack Stearns
- 2012 : Lincoln de Steven Spielberg : le juge John A. Campbell
- 2015 : Quantum Theory de Tennyson E. Stead : M. Fenris

#### Courts métrages
- 1999 : $30 de Gregory Cooke : le père
- 2008 : Twilight de George Kitson : l'inspecteur
- 2009 : Law and Order: Really Special Victims Unit de Richard Keith et Chris MacKenzie : le capitaine
- 2010 : VideoDome Rent-O-Rama d'Alexa Sheehan : M. Briggs
- 2013 : Snap de Wilke Itzin, Geoff Mastro et Matthew McGee : M. Clark
- 2014 : Any Other Friday de Peter Paul Basler : Coach
- 2014 : Room 731 de Young Min Kim : Dr. Stanton

### Télévision

#### Téléfilms
- 1981 : Bulba de James Frawley : V. Ogelthorpe
- 1981 : Thornwell de Harry Moses : le testeur du détecteur de mensonges
- 1981 : Les Feux de la passion (Murder in Texas) de William Hale : le journaliste
- 1983 : The Other Woman (téléfilm)The Other Woman de Melville Shavelson : Mario
- 1987 : Opération soja (Carly's Web) de Kevin Inch : rôle inconnu
- 1991 : Hi Honey, I'm Dead d'Alan Myerson : Phil
- 1993 : Donato père et fille (Donato and Daughter) de Rod Holcomb : Cornell
- 1993 : Moment of Truth: Stalking Back de Corey Allen : Rick Boyer
- 1996 : Erreur judiciaire (Innocent Victims) de Gilbert Cates : rôle inconnu
- 1996 : Fausses Apparences (The Ultimate Lie) de Larry Shaw : rôle inconnu
- 1997 : Amitié dangereuse (Friends 'Til the End) de Jack Bender : M. Romley
- 1997 : Things That Go Bump de Rod Daniel : rôle inconnu
- 1998 : The Day Lincoln Was Shot de John Gray : M. Crook
- 1999 : Liaison mortelle (The Hunt for the Unicorn Killer) de William A. Graham : Arlen Specter
- 1999 : Johnny Tsunami de Steve Boyum : Headmaster Pritchard
- 2003 : DC 9/11: Time of Crisis de Brian Trenchard-Smith : l'avocat général John Ashcroft
- 2004 : Fearless de Blair Hayes : rôle inconnu
- 2007 : Nice Girls Don't Get the Corner Office de Gail Mancuso : Stone

#### Séries télévisées
- 1979 : Backstairs at the White House : le guide de la Maison-Blanche (Mini-série - saison 1, épisode 1)
- 1979 : Mork and Mindy : l'homme no 2 (saison 2, épisode 5)
- 1979 : Drôles de dames (Charlie's Angels) : le serveur (saison 4, épisode 5)
- 1982 : Fame : Dr Reston (saison 1, épisode 5)
- 1982 : Lou Grant : le jeune journaliste (saison 5, épisode 20)
- 1982-1983 : Voyages au bout du temps : Davis (saison 1, épisode 3) / Ernst (saison 1, épisode 16)
- 1983 : American Playhouse : Goldsmith (saison 2, épisode 2)
- 1985 : Tonnerre mécanique (Street Hawk) : Harvey (saison 1, épisode 4)
- 1985 : Falcon Crest : Dr Bitters (saison 4, épisode 23)
- 1985 : Santa Barbara : le mandataire d'Howard Otis  (3 épisodes)
- 1985 : Les deux font la paire (Scarecrow and Mrs. King) : Paul Cavanaugh (saison 2, épisode 20)
- 1985 : Dallas : rôle inconnu (saison 8, épisode 28)
- 1985 : Histoires de l'autre monde (Tales from the Darkside) : Newton (saison 1, épisode 22)
- 1985 : Rick Hunter (Hunter) : Charlie Latimer (saison 2, épisode 3)
- 1985 : Capitaine Furillo (Hill Street Blues) : Dr Kaplan (saison 6, épisode 3)
- 1985 : Hôtel (Hotel) : Ed Banner (saison 3, épisode 7)
- 1986 : Agence tous risques (The A-Team) : Howard (saison 4, épisode 13)
- 1986 : MacGyver : Tom Cavanaugh (saison 2, épisode 5)
- 1986 : Hôpital St Elsewhere (St. Elsewhere) : Ving Shalimar (saison 5, épisode 11)
- 1987 : Our House : Tom Hurley (saison 1, épisode 15)
- 1987 : Max Headroom : Gregory (saison 2, épisode 2)
- 1987 / 1991 / 1992 : Matlock : Carl Richardson (saison 1, épisode 15) / Michael Fitzmorris (saison 2, épisodes 5 et 6) / l'assistant D. A. (saison 5, épisode 14) / Charlie Tuggle (saison 7, épisode 1)
- 1987-1988 / 1994 : La Loi de Los Angeles (L.A. Law) : Jack Angeletti (3 épisodes)
- 1988 : 21 Jump Street : le principal Jack Garner (saison 2, épisode 18)
- 1988 : Le Monstre évadé de l'espace (Something Is Out There) : Dr Wilcher (saison 1, épisode 1)
- 1989 : Côte Ouest (Knots Landing) : l'avocat de Val (saison 10, épisode 18)
- 1989 : Jesse Hawkes : Frank Keith (saison 1, épisode 6)
- 1989 : The Nutt House : Dennis (10 épisodes)
- 1989 / 1991 : Tribunal de nuit (Night Court) : Warren Karr (saison 6, épisode 18) / Mugger (saison 8, épisodes 23 et 24)
- 1989 / 1991 / 1992 : La Maison en folie (Empty Nest) : Frank (saison 1, épisode 18) / Bill Wallace (saison 4, épisode 10) / le juge Russell (saison 5, épisode 4)
- 1990 : Murphy Brown : Gil Porter (saison 2, épisode 21)
- 1990 : Anything But Love : rôle inconnu (saison 2, épisode 22)
- 1990 : Sois prof et tais-toi ! (Head of the Class) : Meriner (saison 4, épisode 25)
- 1990 : Coach : Tom (saison 3, épisode 5)
- 1990 : Pas de faire-part pour Max (Over My Dead Body) : Cosby / Crosby (3 épisodes)
- 1991 : Gabriel Bird (Gabriel's Fire) : Evan Stahl (saison 1, épisode 18)
- 1991 : La loi est la loi (Jake and the Fatman) : Dr Mike Summers (saison 4, épisode 18)
- 1991 : Le Juge de la nuit (Dark Justice) : Sterling Pope (saison 1, épisode 2)
- 1991 : DEA : Sam Blankenship (saison 1, épisode 9)
- 1991 : Homefront : Allan Carmichael (saison 1, épisode 9)
- 1991 : FBI: The Untold Stories Tony Kiritsis : l'ancien agent spécial du FBI Pat Mullaney (saison 1, épisode 20)
- 1991-1992 : Marshall et Simon (Eerie, Indiana) : le maire (4 épisodes)
- 1992 : Davis Rules : l'hôte (saison 2, épisode 5)
- 1992 : Enquête privée (Bodies of Evidence) : Phillip Montgomery (saison 1, épisode 6)
- 1992 : Guerres privées (Civil Wars) : rôle inconnu (2 épisodes)
- 1992 : Beverly Hills (Beverly Hills, 90210) : le père Chris (saison 3, épisode 12)
- 1993 : Major Dad : Mitch Hewitt (saison 4, épisode 15)
- 1993 : Shaky Ground : le dépanneur (saison 1, épisode 8)
- 1993 : Code Quantum (Quantum Leap) : M. Phillips (saison 5, épisode 21)
- 1993 / 1998 : Star Trek: Deep Space Nine : Ilon Tandro (saison 1, épisode 7) / Hain (saison 6, épisode 12)
- 1994 : Le Monde de Dave (Dave's World) : rôle inconnu (saison 1, épisode 22)
- 1994 : Un drôle de shérif (Picket Fences) : Michael Kramer (saison 2, épisode 18 et saison 3, épisode 3)
- 1994-1995 : Something Wilder : Jack Travis (15 épisodes)
- 1995 : The Client : George Sherman (saison 1, épisode 5)
- 1995 : Drôle de chance (Strange Luck) : Ted Glenn (saison 1, épisode 7)
- 1995 : Arabesque (Murder, She Wrote) : Ralph Brewer (saison 12, épisode 10)
- 1995-1996 : Murder One : Roger Garfield (17 épisodes)
- 1996 : Urgences (ER) : le docteur soignant les personnes brûlées (saison 2, épisode 16)
- 1996 : Chicago Hope : La Vie à tout prix (Chicago Hope) : Dr Kyle Mitchell (saison 2, épisode 18)
- 1996 : Arliss (Arli$$) : Tom Gale (saison 1, épisode 9)
- 1996 : Diagnostic : Meurtre (Diagnosis Murder) : Andrew King (saison 4, épisodes 4 et 5)
- 1996 / 1998 : Caroline in the City : M. Lepner (saison 1, épisode 17) / Hank (saison 4, épisode 8)
- 1997 : Le Caméléon (The Pretender) : Phil Campbell (saison 1, épisode 15)
- 1997 : Millennium : Hans Ingram (saison 1, épisode 17)
- 1997 : Players, les maîtres du jeu (Players) : Quentin Belkey (saison 1, épisode 8)
- 1997-1998 : JAG : Lawrence Culbertson (saison 3, épisodes 8 et 18)
- 1997 / 2000 / 2002 / 2003 : The Practice : Bobby Donnell et Associés (The Practice) : l'avocat Al Daly (saison 2, épisode 9) / Michael Stanfield (saison 4, épisode 20) / l'avocat de Flemings Anderson (saison 6, épisode 13) / l'avocat Mark Grundel (saison 7, épisode 11) / l'avocat Walter Pyne (saison 8, épisode 4)
- 1998 : Susan ! (Suddenly Susan) : Bob (saison 2, épisode 15)
- 1998 : L'Irrésistible Jack (The Closer) : Larry Colburn (saison 1, épisode 9)
- 1998 : C-16 (C-16: FBI) : Royce Bender (saison 1, épisode 10)
- 1998 : Any Day Now : le conseiller Emmett Kearn (saison 1, épisode 6)
- 1998 : Un frère sur les bras (Brother's Keeper) : M. Weaver (saison 1, épisode 2)
- 1999 : V.I.P. : Ronnie Beeman (saison 1, épisode 10)
- 1999 : La Vie à cinq (Party of Five) : le psychologue scolaire (saison 5, épisodes 16 et 19)
- 1999 : Wasteland : Max Brody (saison 1, épisode 3)
- 1999 : Demain à la une (Early Edition) : Bruce Bryce (saison 4, épisode 5)
- 1999 : It's Like, You Know... : Chuck (saison 1, épisode 5 et saison 2, épisode 10)
- 2000 : Associées pour la loi (Family Law) : M. Allero (saison 1, épisode 12)
- 2000 : TV Business (Beggars and Choosers) : rôle inconnu (saison 1, épisode 18)
- 2000 : Profiler : Joel Marks (6 épisodes)
- 2000 : Star Trek: Voyager : Dr Dysek (saison 7, épisode 5)
- 2000 : The Michael Richards Show : Matty Stillman (saison 1, épisode 6)
- 2000 : Bull : Lloyd Styner (saison 1, épisode 13)
- 2000-2001 : Strip Mall : Sergei (22 épisodes)
- 2001 : Les Experts (CSI: Crime Scene Investigation) : Norman Stirling (saison 1, épisode 13)
- 2001-2002 / 2005 : Amy (Judging Amy) : Ethan Donahue (3 épisodes)
- 2002 : Wolf Lake : Gerald Carter (saison 1, épisode 7)
- 2002 : Philly : Paul Cabretti (saison 1, épisode 21)
- 2002 : À la Maison-Blanche (The West Wing) : le représentant du département (saison 3, épisode 19)
- 2002 : For the People : le juge Donald Kingman (saison 1, épisode 7)
- 2002 : Firefly : le magistrat Higgins (saison 1, épisode 7)
- 2002 : New York Police Blues (NYPD Blue) : Martin Walsh (saison 10, épisode 10)
- 2002 / 2004 : Friends : M. Theodore Hannigan (saison 9, épisode 7 et saison 10, épisode 12)
- 2002 / 2005 : Star Trek: Enterprise (Enterprise) : le capitaine Sopek (saison 1, épisode 15) / l'amiral Black (saison 4, épisode 19)
- 2003 : FBI : Portés disparus (Without a Trace) : le collègue de Sydney (saison 1, épisode 22)
- 2003 : The Lyon's Den : M. Thomas (saison 1, épisode 2)
- 2003 : NCIS : Enquêtes spéciales (NCIS: Naval Criminal Investigative Service) : le directeur du FBI (saison 1, épisodes 1 et 3)
- 2004 : NIH : Alertes médicales (Medical Investigation) : Howard Lenson (saison 1, épisode 5)
- 2004 : Newport Beach (The O. C.) : Stephen Herbert (saison 2, épisode 4)
- 2005 : Preuve à l'appui (Crossing Jordan) : Andrew Helm (saison 4, épisode 14)
- 2005 : Boston Justice (Boston Legal) : Todd Milken (saison 2, épisodes 1 et 2)
- 2005-2010 : 24 heures chrono (24) : Charles Logan (44 épisodes)
- 2007 : Robot Chicken : William Adama / Dick Tracy / l'officier de police (série télévisée d'animation - voix originale : saison 3, épisode 3)
- 2008 : Médium (Medium) : le sénateur Jed Garrity (saison 4, épisode 6)
- 2008 : Hannah Montana : William Harris (saison 2, épisode 27)
- 2008-2010 / 2012 : Mentalist : le directeur Virgil Minelli (15 épisodes)
- 2010 : Proposition 8 Trial Re-Enactment : David Blankenhorn (série télévisée documentaire)
- 2010-2013 : Covert Affairs : Henry Wilcox (25 épisodes)
- 2011 : Big Love : le sénateur Dwyer (9 épisodes)
- 2011 : Desperate Housewives : Dick Barrows (saison 7, épisodes 13 et 18)
- 2013 : Once Upon a Time : Alphonse, le père de Victor Frankenstein (saison 2, épisode 12)
- 2013 : Mob City : le maire Fletcher Bowron (6 épisodes)
- 2015 : Hawaii 5-0 : Alex Mackey (saison 5, épisode 12)
- 2015 : Stay Filthy, Cali (mini-série, saison 1, épisode 6)

## Distinctions

### Nominations
- 58e cérémonie des Primetime Emmy Awards 2006 : Meilleur acteur dans un second rôle dans une série télévisée dramatique pour 24 heures chrono
- 13e cérémonie des Screen Actors Guild Awards 2007 : Meilleure distribution pour une série télévisée dramatique dans 24 heures chrono (partagé avec Kim Raver, Roger Cross, Jayne Atkinson, James Morrison, Jean Smart, Jude Ciccolella, Mary Lynn Rajskub, Glenn Morshower, Kiefer Sutherland et Louis Lombardi)
- 62e cérémonie des Primetime Emmy Awards 2010 : Meilleur acteur invité dans une série télévisée dramatique pour 24 heures chrono

## Voix françaises
En France, Bernard Alane est la voix la plus régulière de Gregory Itzin. Auparavant, Julien Thomast l'a doublé à trois reprises. Aussi, Vincent Violette, Bernard Lanneau, Gabriel Le Doze, Jean Barney, Alain Choquet et Hervé Jolly l'ont doublé à deux occasions chacun. Puis, plus récemment, Michel Prud'homme l'a également doublé à trois reprises.